# Blairsville (Géorgie)
Pour les articles homonymes, voir Blairsville.
La ville américaine de Blairsville est le siège du comté d'Union, dans l’État de Géorgie. Lors du recensement de 2010, sa population s’élevait à 652 habitants.

## Démographie
| 1880 | 1890 | 1900 | 1910 | 1920 | 1930 |
| ---- | ---- | ---- | ---- | ---- | ---- |
| 101  | 114  | 141  | 203  | 230  | 298  |

| 1940 | 1950 | 1960 | 1970 | 1980 | 1990 |
| ---- | ---- | ---- | ---- | ---- | ---- |
| 458  | 430  | 437  | 491  | 530  | 564  |

| 2000 | 2010 | - | - | - | - |
| ---- | ---- | - | - | - | - |
| 659  | 652  | - | - | - | - |